# Gorka Elustondo
Gorka Elustondo Urkola mais conhecido como Elustondo (Beasain, 18 de março de 1987) é um futebolista espanhol de origem basca. Atualmente, joga pelo Rayo Vallecano.

## Carreira
Defendeu a Real Sociedad desde o início da carreira até 2015, atuou pelo time B antes de subir para a equipe principal. Atuou também pelas Seleções Sub-18 e Sub-20 da Espanha.
Em 2015, assinou com o Athletic Bilbao rival do Real Sociedad.

## Títulos
Athletic Bilbao
- Supercopa da Espanha: 2015

Rayo Vallecano
- Segunda División: 2017–18